# Lukas Pezawas
Lukas Pezawas ist ein Facharzt für Psychiatrie und Psychotherapeutische Medizin mit einem speziellen Fokus auf Verhaltenstherapie. Er ist als Universitätsprofessor an der Medizinischen Universität Wien tätig. Zu seinen Forschungsinteressen gehören Neuroimaging, Diagnose und Therapie affektiver Störungen sowie biologische Mechanismen, insbesondere in den Bereichen der Bildgebungsgenetik und der Vorhersage von Antidepressiva-Reaktionen auf biologischer Ebene.
Pezawas promovierte 1994 an der Universität Wien. Er hatte mehrere leitende Positionen an der Universitätsklinik für Psychiatrie und Psychotherapie inne, darunter als Leitender Oberarzt der Hauptambulanz und des EEG-Labors sowie als Leiter des Clinical Neuroimaging Labors.
Zu seinen Forschungsbeiträgen gehören Publikationen, die sich mit Themen wie der Rolle des Gens COMT Val158Met auf die funktionelle Konnektivität im Ruhezustand, genetischen und umweltbedingten Effekten auf die Hippocampusstruktur und der Interaktion zwischen dem Wachstumsfaktor BDNF Val66Met-Polymorphismus und der Variation in der menschlichen Morphologie der Hirnrinde beschäftigen.
Pezawas hat auch Forschungsprojekte durchgeführt, die von renommierten Institutionen wie dem Stanford Neurosciences Institute und dem Österreichischen Wissenschaftsfonds unterstützt wurden. Diese Projekte befassten sich mit Themen wie den neuronalen Korrelaten der SSRI-Medikamentenreaktion und dem Einfluss von Stress-System-Genen.